# Philippe Mahut
Philippe Mahut (Lunery, 4 de març de 1956 - 8 de febrer de 2014) va ser un futbolista professional francès que jugava com a defensa.